# دیوید گوتیه
دیوید گوتیه (به انگلیسی: David Gauthier)، (زادهٔ ۱۰ سپتامبر ۱۹۳۲) فیلسوف کانادایی-آمریکایی است که به خاطر نظریه قرارداد اجتماعی نئوهابزی اخلاقی خود شناخته شده‌است، همان‌طور که در کتاب اخلاقیات با توافق در سال ۱۹۸۶ ارائه شد.

## زندگی و حرفه
گوتیه در سال ۱۹۳۲ در تورنتو به‌دنیا آمد و در دانشگاه تورنتو (کارشناسی، ۱۹۵۴)، دانشگاه هاروارد (کارشناسی ارشد، ۱۹۵۵)، و دانشگاه آکسفورد (۱۹۵۷، دکترا. ,) تحصیل کرد.
او از سال ۱۹۵۸ تا ۱۹۸۰ در دانشگاه تورنتو تدریس کرد. او به دپارتمان فلسفه در دانشگاه پیتسبرگ پیوست، جایی که اکنون به‌عنوان استاد ممتاز شناخته می‌شود.

## فلسفه
گوتیه نویسنده مقالات متعددی است که برخی از مهم‌ترین آن‌ها در «معامله اخلاقی» و همچنین چندین کتاب از جمله استدلال عملی، منطق لویاتان، اخلاق با توافق و روسو: احساس هستی گردآوری شده‌است.
گوتیه علاوه بر کار منسجم در نظریه اخلاق، به تاریخ فلسفه سیاسی، به‌ویژه هابز و روسو نیز علاقه‌مند است. او همچنین روی نظریه عقلانیت عملی کار کرده‌است؛ او از تلاش برای درک عقلانیت اقتصادی شروع می‌کند، نه از پیشینیان کانتی یا ارسطویی.
گوتیه نظریه ارزش را به‌عنوان یک موضوع ترجیحات ذهنی افراد درک می‌کند و استدلال می‌کند که محدودیت‌های اخلاقی در به حداکثر رساندن ساده مطلوبیت از نظر احتیاطی قابل توجیه هستند. او استدلال می‌کند که عاقلانه‌ترین کار این است که از حداکثر کردن مستقیم چشم پوشی کنیم و در عوض یک رویکرد حداکثرسازی محدود را اتخاذ کنیم، که بر اساس آن فرد تصمیم می‌گیرد با همه افرادی که تمایل به هم‌کاری دارند تعامل داشته باشد و بقیه افراد را دچار نقص کند (بیشینه‌سازهای مستقیم)، زیرا هم‌کاری مکرر بازدهی بیش‌تری را نسبت به انصراف متقابل مکرر از قراردادها فراهم می‌کند (همان‌طور که در یک بازی دوراهی زندانی مشاهده می‌شود). طبق اخلاق قراردادی گوتیه، محدودیت‌های اخلاقی موجه هستند زیرا همه ما را از نظر ترجیحات (هر چه که باشند) بهتر می‌کنند. نتیجه این است که تفکر اخلاقی خوب فقط یک نسخه عالی و ظریف استراتژیک (نظریه بازی) از استدلال ابزاری است.